# Strachilica
Strachilica (bułg. Страхилица) – wieś w Bułgarii, w obwodzie Szumen, w gminie Wenec. W 2024 roku liczyła 61 mieszkańców.